# Стеарил-2-лактат натрия
Стеарил-2-лактат натрия (натрия октадецил- (Е)-бутендиоат)— органическое соединение,
соль натрия и стеаринового эфира молочной кислоты
с формулой C17H35COOCH(CH3)COONa,
кристаллы,
растворяется в воде.

## Получение
- Реакция лактата натрия и стеариновой кислоты:

{\displaystyle {\mathsf {CH_{3}CH(OH)COONa+C_{17}H_{35}COOH\ {\xrightarrow {}}\ C_{17}H_{35}COOCH(CH_{3})COONa+H_{2}O}}}

## Физические свойства
Стеарил-2-лактат натрия образует твёрдое вещество.

## Применение
- Комплексообразующее вещество для крахмала и белков.
- Добавка, улучшающая качество теста и облегчающее сбивание при изготовлении кондитерских изделий и десертных блюд.